# Ribeira Seca (São Roque do Pico)
Ribeira Seca (São Roque do Pico) é um curso de água português localizado no concelho São Roque do Pico, ilha do Pico, arquipélago dos Açores.
Esta ribeira tem origem a uma cota de altitude de cerca de 700 metros numa zona de forte densidade florestal, nas imediações do Portal da Fonte e da Lagoa do Capitão. A sua bacia hidrográfica procede à drenagem da área florestal onde se insere. 
O seu curso de água que desagua no Oceano Atlântico, fá-lo na costa da localidade de São Roque do Pico. 